# Boljkovac
Boljkovac är en ort i Bosnien och Hercegovina.   Den ligger i entiteten Federationen Bosnien och Hercegovina, i den centrala delen av landet, 60 km väster om huvudstaden Sarajevo. Boljkovac ligger 764 meter över havet och antalet invånare är 327.
Terrängen runt Boljkovac är huvudsakligen kuperad, men norrut är den bergig. Boljkovac ligger nere i en dal. Närmaste större samhälle är Voljevac, 1,3 km sydost om Boljkovac.
Omgivningarna runt Boljkovac är en mosaik av jordbruksmark och naturlig växtlighet. Runt Boljkovac är det ganska tätbefolkat, med 93 invånare per kvadratkilometer.